# Streblotrichum gracillimum
Streblotrichum gracillimum là một loài rêu trong họ Pottiaceae. Loài này được Herzog mô tả khoa học đầu tiên năm 1925.